# Adrian Hajdari
Adrian Hajdari (* 31. Mai 2000 in Gostivar) ist ein nordmazedonisch-österreichischer Fußballspieler.

## Karriere

### Verein
Hajdari begann seine Karriere bei der SV Donau Wien. Im September 2011 wechselte er in die Jugend des SK Rapid Wien, bei dem er später auch in der Akademie spielen sollte. Im August 2018 debütierte er für die Amateure von Rapid in der Regionalliga, als er am ersten Spieltag der Saison 2018/19 gegen den SC-ESV Parndorf 1919 in der Startelf stand. Bis Saisonende kam er zu vier Einsätzen in der Regionalliga.
Im Dezember 2019 stand er gegen den LASK erstmals im Kader der Profis von Rapid. Sein Debüt für diese in der Bundesliga gab er im selben Monat, als er am 17. Spieltag der Saison 2019/20 gegen den FK Austria Wien in der Halbzeitpause für Mario Sonnleitner eingewechselt wurde. Bis Saisonende kam er zu zwei Bundesligaeinsätzen. Ab der Saison 2020/21 kam er wieder ausschließlich für die Reserve der Wiener zum Einsatz, mit der er in die 2. Liga aufgestiegen war. In drei Saisonen kam er zu 52 Zweitligaeinsätzen für Rapid II, ehe er mit dem Team 2023 wieder in die Ostliga abstieg.
Nach einem weiteren Einsatz in der Regionalliga wechselte Hajdari im August 2023 zum Zweitligisten SV Horn, bei dem er einen bis Juni 2024 laufenden Vertrag erhielt. Insgesamt kam er zu 22 Zweitligaeinsätzen für Horn. Nach der Saison 2023/24 verließ er die Niederösterreicher wieder. Nach einem Halbjahr ohne Verein wechselte Hajdari im Februar 2025 zum fünftklassigen SV Waidhofen/Thaya.

### Nationalmannschaft
Der gebürtige Mazedonien Hajdari spielte 2015 zunächst für die mazedonische U-16-Auswahl. Im September 2018 kam er gegen Dänemark zu einem Einsatz für die österreichische U-19-Mannschaft.
Im Oktober 2020 wurde er wiederum erstmals in den Kader der albanischen U-21-Auswahl berufen, für die er allerdings nicht zum Einsatz kam. Im Oktober 2021 gab er sein Debüt in der nordmazedonischen U-21-Mannschaft.

## Persönliches
Im Mai 2021 wurde verkündet, dass der gebürtige Mazedonier inzwischen nur noch einen österreichischen Pass hätte. Im Oktober desselben Jahres lief er allerdings erstmals für sein Geburtsland in einem Pflichtspiel auf.